# Хулмул
Хулмул (Helmul, Hulmul, Humli, Hermana (Prince) of Goths, Hulmul von Gautoz, Father of the Goths) — согласно Гетике Иордана — легендарный правитель готов. Родился в Готискандзе. Жил в 60 — 105 годах н. э.
Был предком рода амалов. Считается прародителем данов. Сын Гаута и отец Авгиса.
Предположительно, связан с Хумбли, упомянутым Саксоном Грамматиком.